# Đuro Körbler
Đuro Körbler (Vrhovac, 1873. augusztus 16. – Zágráb, 1927. november 4.), horvát klasszikafilológus, irodalomtörténész, akadémikus, egyetemi tanár, a Zágrábi Egyetem rektora.

## Élete és munkássága
A zágrábi Klasszikus Gimnáziumba járt, majd 1891-től a Zágrábi Egyetem Bölcsészettudományi Karán, a klasszika-filológia szakon tanult, ahol 1895-ben szerzett diplomát, 1897-ben pedig „Euripidész Héraklészéről és Szophoklész Trakhiszi nőiről” című disszertációjával (mely ebben az évben a „Nastavni vjesnikben” is megjelent) doktorált. Zágrábi középiskolákban, és rövid ideig Pozsegában tanított. 1900-tól a görög irodalom adjunktusa, 1903-tól egyetemi docens, 1907-től pedig a klasszika-filológia rendes professzora volt a Zágrábi Egyetem bölcsészkarán. 1906-ban beutazta Kis-Ázsiát és Görögországot. 1907-ben Bázelben és 1909-ben Grazban vett részt német filológusok és tanárok összejövetelein. 1914/15-ben a Zágrábi Egyetem rektora, 1915-től a Jugoszláv Tudományos és Művészeti Akadémia (JAZU) rendes tagja, 1919-től irodalmi titkára.
A „Nastavni vjesnik” folyóiratba (melynek 1901 és 1907 között társszerkesztője is volt) pedagógiai cikkeket, Hésziodosz költészetéről szóló cikkeket, Pindarosz eposzaival, Cornelius Gallus és Vergilius eklogáival, Titus Livius történetéről és a görög metrikákról szóló cikkeket írt. Különösen kiterjedt és értékes volt közreműködése a JAZU kiadványaiban. A régebbi irodalomból származó latin, horvát és olasz szövegek kiadásainak szervezője volt. Levéltári kutatásai alapján, melyeket különösen a dubrovniki levéltárban végzett, számos értekezést publikált a horvát latinistákról és más írókról, köztük különösen a dubrovniki írókról.